# Ordinariato
Un ordinariato es, en la organización de la Iglesia católica, una circunscripción erigida para atender espiritualmente:
- a los fieles de ritos orientales en países sin territorio propio para su rito, en cuyo caso se denomina ordinariato oriental.
- a los fieles que forman parte de las fuerzas armadas de un determinado país, en cuyo caso se denomina ordinariato militar.
- a los fieles, tanto clérigos como laicos, convertidos de la Iglesia anglicana a la Iglesia católica, en virtud de la Constitución Apostólica Anglicanorum Coetibus[1] de Benedicto XVI.

## Ordinariatos orientales
De los 9 ordinariatos orientales existentes en la actualidad, 3 son específicamente de rito armenio; los 6 restantes son para los fieles desprovistos de un ordinario del propio rito.
- Ordinariato oriental de Europa Oriental, en Armenia (rito armenio).
- Ordinariato oriental de Grecia, en Grecia (rito armenio).
- Ordinariato oriental de Rumania, en Rumania (rito armenio).
- Ordinariato para los fieles de rito oriental de Argentina.
- Ordinariato oriental de Austria.
- Ordinariato oriental de Brasil.
- Ordinariato oriental de Francia.
- Ordinariato oriental de Polonia.
- Ordinariato para los fieles de rito oriental de España.

## Ordinariatos militares
Los nombres que adquieren los ordinariatos militares en los distintos países son diversos (archidiócesis para los Servicios Militares, arzobispado u obispado castrense, diócesis católica de la Defensa, obispado católico de las Fuerzas Armadas, etc.); pero el término estándar que consta en la constitución apostólica Spirituali militum curæ es ordinariato militar. En tres de ellos sus titulares tienen rango de arzobispos: España, Estados Unidos de América e Italia.
A julio de 2016 existen 36 ordinariatos militares cuya lista es la siguiente (con sus nombres respectivos):
- Ordinariato militar de Alemania/ Deutsches Militärordinariat[3]
- Obispado castrense de Argentina
- Ordinariato militar de Australia/ The Catholic Diocese of the Australian Defence Force
- Ordinariato militar de Austria/ Katholische Militärseelsorge
- Ordinariato militar de Bélgica/ Diocèse aux Forces armées belges / Bisdom bij de Krijgsmacht
- Obispado castrense de Bolivia
- Ordinariato militar de Bosnia y Herzegovina
- Ordinariato militar de Brasil/ Ordinariado Militar do Brasil
- Ordinariato militar de Canadá/ Military Ordinariate of Canada
- Obispado castrense de Chile
- Obispado castrense de Colombia[4]
- Ordinariato militar de Corea
- Ordinariato militar de Croacia/ Vojni ordinarijat u Republici Hrvatskoj
- Obispado castrense del Ecuador
- Obispado castrense en El Salvador
- Ordinariato militar de Eslovaquia/ Vojenský ordinariát
- Arzobispado castrense de España
- Arquidiócesis de los Servicios Militares de Estados Unidos[5]
- Ordinariato militar de Filipinas/ Military Ordinariate of the Philippines
- Ordinariato militar de Francia/ Diocèse aux Armées Françaises
- Ordinariato militar de Hungría/ Tábori Püspökség
- Ordinariato militar de Indonesia
- Ordinariato militar de Italia/ Ordinariato Militare in Italia
- Ordinariato militar de Kenia
- Ordinariato militar de Lituania/ Lietuvos kariuomenės ordinariatas
- Ordinariato militar de Nueva Zelanda
- Ordinariato militar de los Países Bajos
- Obispado de las Fuerzas Armadas y la Policía Nacional del Paraguay
- Obispado castrense del Perú
- Ordinariato militar de Polonia/ Ordynariat Polowy Wojska Polskiego
- Ordinariato militar de Portugal/ Ordinariato Diocese das Forças Armadas e de Segurança
- Ordinariato militar de Reino Unido/ Catholic Bishopric of the Forces in Great Britain
- Obispado castrense de la República Dominicana
- Ordinariato militar de Sudáfrica
- Ordinariato militar de Uganda
- Ordinariato militar para Venezuela [6]

## Ordinariatos personalesAnglicanorum coetibus
Por medio de la constitución apostólica Anglicanorum coetibus del 4 de noviembre de 2009, el papa Benedicto XVI ha permitido que los fieles anglicanos que entren en plena comunión con la Iglesia católica se agrupen en ordinariatos personales, regidos por un ordinario personal que actúa como pastor propio de su ordinariato.
- Ordinariato personal de Nuestra Señora de Walsingham[10] (Reino Unido)
- Ordinariato personal de la Cátedra de San Pedro[11] (Estados Unidos)
- Ordinariato personal de Nuestra Señora de la Cruz del Sur[12] (Australia)